# Dzierżanowo (powiat płocki)
Dzierżanowo – wieś sołecka w Polsce położona w województwie mazowieckim, w powiecie płockim, w gminie Mała Wieś.
Wieś szlachecka położona była w drugiej połowie XVI wieku w ziemi wyszogrodzkiej.
W latach 1954–1958 wieś należała i była siedzibą władz gromady Dzierżanowo, po jej zniesieniu w gromadzie Główczyn. W latach 1975–1998 miejscowość należała administracyjnie do województwa płockiego.